# TTNG
TTNG (originalmente This Town Needs Guns, lit. esta ciudad necesita pistolas) es una banda de math rock proveniente de Oxford, Reino Unido, formada el 2004.
Su primer álbum de larga duración, Animals, fue lanzado en RU vía Big Scary Monsters Recording Company en octubre de 2008 y poco después en EE. UU. bajo el sello Sargent House Records.

## Historia
La banda se formó en 2004 en Oxford. La formación original consistía en Stuart Smith en guitarra rítmica y voz, Tim Collis en guitarra principal, Simon Thomson en batería e Ian Lewis en bajo. Thomson y Lewis dejaron la banda en 2005, reemplazados por Dan Adams en bajo y Matt Bennington en batería. En sus principios, el bajista Jamie Cooper trabajaba como diseñador gráfico, el baterista Chris Collis era bibliotecario en la universidad de Oxford, Tim Collins era profesor de jardín de infantes y Stuart trabajaba haciendo páginas webs y publicidad. 
El 11 de mayo de 2011 se anunció, desde la página oficial de la banda, que Smith dejaría la banda para dedicarse a su familia y que sería reemplazado por Henry Tremain. Cooper también dejó la banda en ese mismo año para concentrarse en la carrera de diseñador gráfico. Así la banda quedó como un power trio.

## Discografía

### Álbumes de estudio
- Animals (BSM - October 2008, Sargent House - enero de 2009)
- 13.0.0.0.0 (Sargent House - enero de 2013)
- Disappointment Island (Sargent House - enero de 2016)

### EP
- First demo (2004)
- This Town Needs Guns (Yellow Ghost - 2008, Rallye - 2008)
- Álbum split con Cats and Cats and Cats (BSM - 2007)

### Sencillos
- Adventure, Stamina & Anger (Sargent House - 2011)
- Pig (Single Split with Pennines) (BSM - 2008)
- And I'll Tell You For Why... (BSM - 2007)
- Hippy Jam Fest (BSM - 2006)

## Miembros

### Actuales
- Henry Tremain - Voz, bajo, guitarra
- Tim Collis - Guitarra
- Chris Collis - Batería

### Antiguos
- Jamie Cooper - Bajo, voz de apoyo
- Stuart Smith - Voz principal, guitarra
- Dan Adams - Bajo, trompeta
- Jody Prewitt - Piano, guitarra
- Matt Bennington - Batería
- Simon Thompson - Batería
- Ian Lewis - Bajo